# Religioni in Giamaica
Il cristianesimo è la religione più diffusa in Giamaica. Secondo il censimento del 2011 (l'ultimo effettuato), i cristiani sono circa il 69% della popolazione (con una maggioranza di protestanti); l'1% della popolazione sono rastafariani, il 6,5% della popolazione segue altre religioni, il 21,5% circa della popolazione non segue alcuna religione e il 2% circa della popolazione non specifica la propria affiliazione religiosa. Una stima dell'Association of Religion Data Archives (ARDA) riferita al 2020 dà i cristiani all'84,5% della popolazione e coloro che seguono altre religioni all'11,3% circa della popolazione, mentre il 4,2% circa della popolazione non segue alcuna religione.

## Religioni presenti

### Cristianesimo
Secondo il censimento del 2011, i protestanti rappresentano il 64,8% della popolazione, i cattolici il 2,2% della popolazione e i cristiani di altre denominazioni il 2% circa della popolazione. Secondo le stime dell'ARDA del 2020, i cattolici sono il 2,7% della popolazione e i protestanti e gli altri cristiani sono l'81,8% della popolazione.
Fra i protestanti giamaicani, il gruppo più numeroso è costituito dalla Chiesa di Dio (una Chiesa congregazionalista di origine statunitense divisa in varie branche), seguito dalla Chiesa avventista del settimo giorno, dai pentecostali e dai battisti; in misura minore sono presenti anglicani, metodisti, moraviani e Assemblee dei Fratelli. Il 2% circa dei protestanti di Giamaica appartiene alla Chiesa unita della Giamaica e delle Isole Cayman, una Chiesa locale nata dall'unione di presbiteriani e parte dei congregazionalisti. 
La Chiesa cattolica è presente in Giamaica con una sede metropolitana e due diocesi suffraganee. 
In Giamaica è presente un piccolo gruppo di ortodossi (meno dello 0,1% della popolazione), seguiti da una missione ortodossa che apparteneva del Patriarcato ecumenico di Costantinopoli ed è poi passata alla Chiesa ortodossa russa fuori dalla Russia.
Fra i cristiani di altre denominazioni vi sono i Testimoni di Geova e la Chiesa di Gesù Cristo dei Santi degli Ultimi Giorni (i Mormoni). 

### Rastafarianesimo
Il rastafarianesimo è una religione nata in Giamaica negli anni trenta del Novecento, che secondo il censimento del 2011 è praticata da circa l'1% della popolazione. 

### Religioni afroamericane
Tra le religioni afroamericane presenti in Giamaica vi sono l'Obeah, il Myal e il Kumina. Queste religioni sono ancora praticate più comunemente nei villaggi rurali, ma il censimento del 2011 non fornisce dati specifici sul numero degli aderenti a queste religioni.

### Altre religioni
In Giamaica sono inoltre presenti gruppi di seguaci del bahaismo, dell'islam, dell'ebraismo, dell'induismo, del buddhismo, della religione tradizionale cinese e dei nuovi movimenti religiosi.